# 灵山港

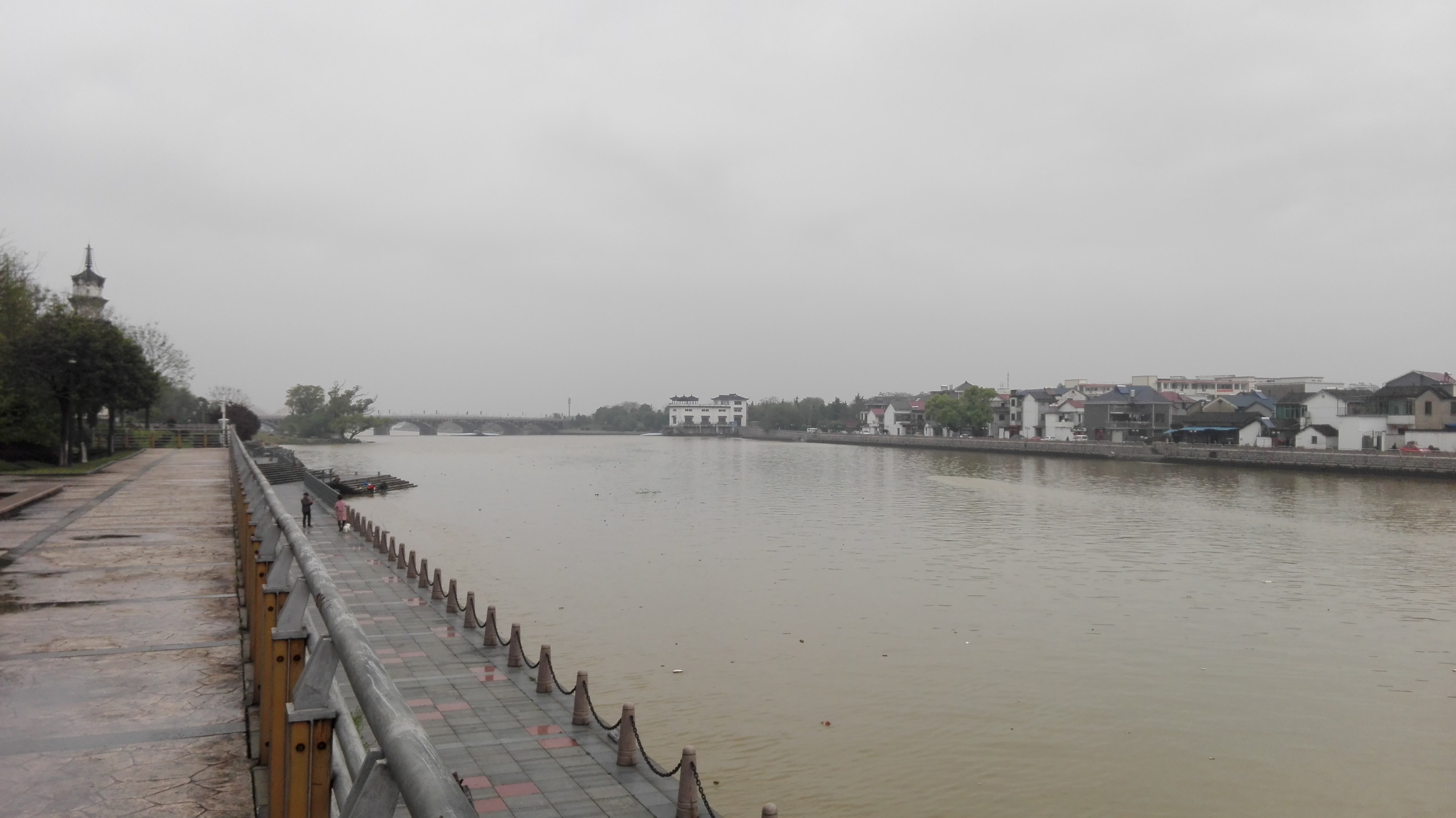
龙游县龙州公园河段。

灵山港，也称灵山江，位于中华人民共和国浙江省西南部，是衢江右岸支流，上游称桃溪，发源于丽水市遂昌县高坪乡以西的和尚岭（一说发源于新路湾镇白马山的官溪为上游）,蜿蜒向东流经高坪乡、应村水库、应村乡，于北界镇以南转北流，经衢州市龙游县沐尘水库、沐尘畲族乡、溪口镇等地，于龙游县城汇入衢江。河长90.6千米，流域面积726.9平方千米，年均径流量6.99亿立方米。